# Източен пчелояд
Източен пчелояд (Merops orientalis) е вид птица от семейство Meropidae.

## Разпространение
Видът е широко разпространен в Субсахарска Африка от Сенегал и Гамбия до Етиопия, долината на Нил, Западна Арабия и Азия през Индия до Виетнам.